# Couvre Feu (festival)
Pour les articles homonymes, voir Couvre-feu (homonymie).
Le Festival Couvre Feu était un festival de musique de rock, reggae, ska, metal ou encore pop rock lancé pour la première fois en Août 1998 par les associations Rue Tabaga, Lutania et Latcho Drom. L'équipe organisatrice est l'association Rue Tabaga, puis Rue Tabaga & Couvre Feu, puis Couvre Feu. Le festival dure généralement trois jours pendant le dernier week-end d'août et a lieu tous les ans en Loire-Atlantique à Corsept. En 2016, faute de terrains disponibles et d'arrangement possible avec les organisateurs des courses hippique de Corsept, le festival devient, le temps d'une année, La Caravane de Couvre Feu et est organisé en itinérance sur 6 communes (Paimboeuf, Saint-Brevin-les-Pins, Corsept, Frossay, Saint-Viaud, Saint-Père-en-Retz). En 2017 et 2018, le festival a eu lieu au Migron à Frossay.
En 2018, pour la seizième édition, le festival a eu lieu du 23 au 26 août, et marquait la dernière édition. À la suite d'une première édition déficitaire en 2015, une seconde en 2016, suivie d'un gros problème d'accès dû à des contrôles systématiques de Gendarmerie en 2017 et à la désolidarisation des pouvoirs publics locaux, l'association annonce sa mise en liquidation judiciaire.

## L'association
Rue Tabaga & Couvre Feu est une association qui souhaite diversifier et développer la culture en milieu rural, en organisant notamment de nombreux concerts en Loire-Atlantique. Elle soutient de même des petits groupes en les aidant dans les tâches sur l'organisation des concerts, le matériel... L'objectif est de développer la culture rurale, pour qu'elle soit comparable à celle des villes.
L'association gère également les tournées à l'étranger de La Phaze.

## Éditions

### Années 2000

#### 2005
Programmation :
Mano Solo, La Ruda, Les Ogres de Barback & la Fanfare du Belgistan, No One Is Innocent, Rubin Steiner, Babylon Circus, Kingston kitchen 8o9 featuring Dr. Ring Ding, Karpatt, Les Tit' Nassels, Outrage, X Makeena, JMPZ, La Pompe, Schdong !, Electric Bazar Cie, Mr Pantalon, La Trim', One step out

#### 2006
Programmation :
Spanouch', The Skatalites, Balbino Medellin, Tokyo Ska Paradise Orchestra, Dionysos, Cry Freedom Family, Romain Humeau, Bashavav, Mardi Gras Brass Band, Les Petites Bourrettes, La Phaze, Aïwa, Aki D, Patrice & The Shashamani Band, La Pompe, Percubaba, Mansfield.TYA, Gogol Bordello, L'Œil dans le rétro, Tagada Jones, Guerilla Poubelle, Kaophonic Tribu

#### 2007
Programmation :
Archive, Ojos de Brujo, Mass Hysteria, Herman Düne, Keny Arkana, Elmer Food Beat, Marcel et son Orchestre, Dub Inc, Le Maximum Kouette, New York Ska-Jazz Ensemble, nner Terrestrials, Orange Blossom, The Pookies vs Swad, Ma Valise, 10 Rue de la Madeleine, Punish Yourself, Opium du Peuple, Santa Macairo Orkestar, Néo Swing, Le Voleur de Swing, No Water Please

#### 2008
Programmation :
Asian Dub Foundation, Groundation, Le Peuple de l'Herbe, Svinkels, EZ3kiel, Gogol Bordello, Pigalle, Titi Robin, 17 Hippies, Skindred, Rageous Gratoons, Moriarty, La Chanson du dimanche,Voodoo Glow Skulls, Kiemsa, PKRK, Mell, Jaya The Cat, The Cash Stevens, Ziveli Orkestar, Le Petit Dernier, Pneu, La LIDY...

#### 2009
Programmation : Goran Bregović, Dub Incorporation, CirKus, Sebastian Sturm, Misconduct, La Casa, Dub FX, rinôçérôse, M.A.P., Lo'jo, Uncommonmenfrommars, Ziggi, Les Fils de Teuhpu, Didier Super, Born To Brass, Yann Tiersen, Babylon Circus, High Tone, The Puppetmastaz, The Aggrolites, Justin(e), Rivari'Cha...

### Années 2010

#### 2010
Programmation : Batignolles, La Parade des Mensonges, Kočani Orkestar, Nouvel R, La Rue Ketanou, Jaqee, Pendulum, Ultra Vomit, Fatty & Shorty Ramone, Florent Vintrigner, Syncopera, Max Romeo, Jello Biafra and the Guantanamo School of Medicine, Opium du Peuple, Beat Torrent, EZ3kiel vs Hint, Kalbanik's Orchestra, Irma, Alborosie, Skip the Use, Thomas Fersen, Sick of It All, Le Bal des Enragés,...

#### 2011
Programmation : Tiken Jah Fakoly, Suicidal Tendencies, Les Ogres de Barback, Têtes Raides, The Baseballs, La Phaze, Danakil, Shaka Ponk, DJ Zebra, Nneka, Danakil, NRA, Fuel Fandango, Andréas & Nicolas, Katzenjammer, Mo'Kalamity, Black Booster Orchestra, The Cash Stevens, Numerica Orchestra, Chavale, Westcostars, Les Carreleurs Américains, Emzel Cafe, Skindred...

#### 2012
Programmation: Emir Kusturica & The No Smoking Orchestra, Caravan Palace, Dirtyphonics, Alpha Blondy, Flogging Molly, Beat Assailant, Le Peuple de l'Herbe, Agnostic Front, Shantel & Bucovina Club Orkestar, Les Commandos Percu, Andy C, Hollie Cook, The Black Seeds, Les Hurlements d'Leo, Marcel et son orchestre, Giedre, Versus, The Bones, Gran Kino, My Blobfish, Undergang...

#### 2013
Programmation : The Offspring, The Bloody Beetroots, Camo & Krooked, Keny Arkana, Patrice, Biga Ranx, Gentleman, Debout sur le zinc, Fermin Muguruza, Mad Caddies, Downset, Maniacx, Cabadzi, The Inspector Cluzo, La Caravane passe, Yes Sir Boss, La kinky dub machine, Chimango, DJ Sendo, Fatboy G, Blackbird Raum, Bloom, Mac Guffin, Couac, Tsigunz fanfara avantura, l'Anfifanfare, FFR 2.0, Les soubas résille.

#### 2014
Programmation : Les Ogres de Barback, Les Sales Majestés, Ska-P, Lauryn Hill, Jimmy Cliff, Danakil (groupe), Sub Focus, Borgore, Casseurs Flowters, Cookie Monsta, Funtcase, Misteur Valaire, Y'akoto, Soom T, Justin(e), Will and the people, Azad Lab... 
Le festival bat son record d'audience avec 30 000 entrées,,.

#### 2015
Programmation : Shaka Ponk, John butler trio, Yelawolf, Zomboy, Naâman, Guerilla poubelle, Meta and the Cornerstones, Maid of ace, Lyre le temps, hijas de...

#### 2016
Programmation : Tryo, Hubert-Félix Thiéfaine, Noisia, Dub Inc., Emir Kusturica & The No Smoking Orchestra, Tarrus Riley, Deluxe, Patrice, Puppetmastaz, La Rue Ketanou, Dirtyphonics, Les Tambours du Bronx, Pfel&Greem, Zoufris Maracas, Steve 'N' Seagulls, Flavia Coelho...

#### 2017
Programmation : Cypress Hill, Morcheeba, Chase & Status, Un air, deux familles, Flux Pavilion, Keny Arkana, Mr. Oizo, Flogging Molly, Féfé, Tagada Jones, Taïro & the Family Band, Jahneration, Gauvain Sers, Cabaszi x Blier...

#### 2018
Programmation : Suprême NTM, Matmatah, Andy C, Lorenzo (rappeur), Thomas Fersen, Panda Dub, Ultra Vomit, Cut Killer, La Phaze, Shantel, Nattali Rize, Airnadette, La P'tite Fumée, Govrache...